# Augusto Lojudice
Augusto Paolo Lojudice (Rome, 1 juli 1964) is een Italiaans geestelijke en een kardinaal van de Rooms-Katholieke Kerk
Na zijn middelbareschoolopleiding studeerde Lojudice theologie en filosofie aan de Pauselijke Universiteit Gregoriana in Rome. Op 6 mei 1989 werd hij priester gewijd. Daarna was hij werkzaam in pastorale functies.
Op 6 maart 2015 werd Lojudice benoemd tot hulpbisschop van Rome; hij werd tevens benoemd tot titulair bisschop van Alba Maritima. Zijn bisschopswijding vond plaats op 23 mei 2015. Op 6 mei 2019 volgde zijn benoeming tot aartsbisschop van Siena-Colle di Val d’Elsa-Montalcino.
Lojudice werd tijdens het consistorie van 28 november 2020 kardinaal gecreëerd. Hij kreeg de rang van kardinaal-priester. Zijn titelkerk werd de Santa Maria del Buon Consiglio; het was de eerste keer dat aan deze kerk een titelkardinaal werd toegewezen.
Op 21 juli 2022 werd Lojudice tevens benoemd tot bisschop van Montepulciano-Chiusi-Pienza.